# Крутая Джорджия
«Крута́я Джо́рджия» (англ. Georgia Rule, дословно — «Правило Джорджии») — американский художественный фильм Гарри Маршалла, вышедший в 2007 году. Главная тема фильма — взаимоотношения между поколениями, совершенно разными и непохожими друг на друга: дочь, мать и бабушка, у каждой из которых свои взгляды и жизненные позиции.

## Сюжет
Избалованная девчонка Рейчел, привыкшая жить в городе, на лето отправляется в штат Айдахо к строгой бабушке Джорджии. Оказавшись в захолустье, она не собирается скучать и быстро ставит провинциальный городишко Халл на уши. Хамит бабушке, безуспешно домогается местного доктора и соблазняет невинного юношу, собиравшегося стать мормонским проповедником.
Окружающие задаются вопросом, почему эта милая очаровательная на первый взгляд девушка так отвратительно себя ведет? Оказывается, причиной тому тяжелая детская травма. Она неожиданно признается, что с двенадцати лет её регулярно насиловал отчим. Однако никто не может с уверенностью сказать, правда это или всего лишь очередная жестокая попытка насолить окружающим…

## В ролях
| Актёр            | Роль               |
| ---------------- | ------------------ |
| Линдси Лохан     | Рейчел Вилкокс     |
| Джейн Фонда      | Джорджия           |
| Фелисити Хаффман | Лилли              |
| Дермот Малруни   | доктор Саймон Уорд |
| Кэри Элвес       | Арнольд            |
| Гаррет Хедлунд   | Харлан             |
| Гектор Элизондо  | Иззи               |
| Захари Гордан    | Этан               |

## Съёмки
Съёмки проходили с июня по август 2006 года в 7 разных точках США. Для съёмок в фильме природной шатенке Фелисити Хаффман дважды пришлось перекрашиваться в блондинку.